# まるっと京都
まるっと京都（まるっときょうと、英: Go Around Kyoto）は、京都中心部以外を含めた府内各地に観光客を誘致するため、京都府・京都市が連携して進める周遊観光推進プロジェクトのキャッチコピー。

## エリア
京都府内をエリアに分割し、エリアごとに集客を進めようとしている。エリアの割り当ては次の通り。
- もうひとつの京都
  - 海の京都（北部）
  - 森の京都（中部）
  - お茶の京都（南部）
  - 竹の里・乙訓（南西部）
- とっておきの京都（京都市内周辺部）
  - 伏見
  - 大原
  - 高雄
  - 山科
  - 西京
  - 京北

## 歴史

### もうひとつの京都
2014年11月から、京都府は「もうひとつの京都」と題し、京都府南部、中部、北部への観光客誘致に向けたキャンペーンを開始した。前年に府を訪れた観光客は7割が京都市内にとどまっており、この観光客が市外を訪れるよう誘導し、地域活性化を図ろうとするものであった。府南部を取り上げた「お茶の京都」、中部の「森の京都」、北部の「海の京都」と3本のPRビデオも公開した。
当初は南西部の乙訓地域が対象になっておらず、乙訓2市1町らが作る乙訓・商工観光協議会は自らを3地域の表玄関と位置付け、2016年9月には独自に「竹の里・乙訓ともうひとつの京都を結ぶ 大物産展」を開催した。大物産展は2017年9月、2018年10月にも開かれ、南西部も「竹の里」として誘致先に挙がるようになった。

### 京都ガストロノミー
2024年には京都府・京都市などで構成される実行委員会が主催で、京都中心部以外の府内各地に観光客を誘致するため、各地の「食」を軸とした新たな観光ツアーを作り出そうとする「京都ガストロノミー」が始まった。まず京都府観光連盟の主催で「京都ガストロノミー・アワード」が初開催された。市内の料亭の料理人が府内に設定された4つのエリアに出向き、現地の宿泊・飲食事業者と組んで府内各地の産品を利用した独自のレシピを競うもので、8組が出品、料理に合わせた体験ツアーのモデルコースとともに発表した。アワードでは試食の結果に基づき3組が表彰された。
11月からは、市内の料亭に勤める料理人や府内各地のシェフが考案した料理を試食する賞味会「プレミアムダイニング」が開催されるようになった。第1回は11月17日、井手町のテオテラスいでで行われた。「お茶の京都」がテーマのこの回では、スッポンのスープにパスタの具材を浮かべた椀物が供され、参加者の強烈な印象を残した。

### まるっと京都
一方、2024年4月11日に西脇隆俊京都府知事と松井孝治京都市長が開いた懇談会「府市トップミーティング」において、オーバーツーリズムに対応するため、府と市が協力して周遊観光を進めることで両者が合意した。これに基づいて進められているプロジェクトが「まるっと京都」である。